# 水晶棺
水晶棺是天主教、东正教传统圣物箱之一，用于展示圣髑。即水晶玻璃造的棺材，其成分主要是純二氧化硅。其造价昂贵，且工序繁複，一般用於保存政要等重要人物的遺體。为长期保存躯体，水晶棺材内多数注入惰性气体，如氦气，在暗淡的灯光下水晶玻璃会楚楚生辉。
另外，受東正教風俗影響的斯大林首度提議將列寧遺體以水晶棺保存，此後部分社會主義領袖的遺體也加上了防腐處理並移入水晶棺中，例如現存的胡志明、毛泽东、金日成、金正日等。

## 历史

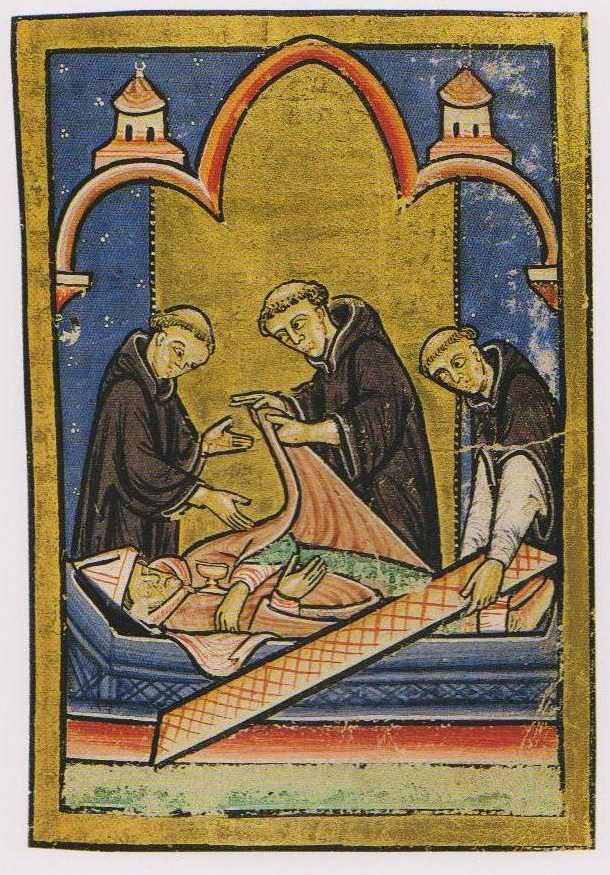
不朽的聖卡斯伯特

水晶棺来源于基督教的圣尸崇拜传统。圣徒的尸体是“圣灵的殿”、是永生神的殿。神通过圣徒的身体行神迹。到耶稣复活以后，圣徒也从坟墓里出来。所以基督徒相信圣徒不会死亡，仅仅是睡着了。信徒们还相信圣尸，如以利沙的骸骨使死人复活。耶和华能使骸骨复活。《启示录》指出经历过磨练的圣徒在神宝座前，昼夜在殿中事奉耶和华。西元四世纪耶路撒冷主教、神学家圣济利禄在讲授《以西结书》指出，圣灵居住在圣徒的尸体中。
在四世紀末以後，基督徒禮拜的對象除了神和耶穌基督之外，還逐漸出現了對聖母、聖徒、聖徒遺骸遺物、聖圖像等的崇拜。圣徒的干尸、圣物、圣像，成了教堂和修道院争夺的宝贝。这些圣物都被镶满宝石的水晶容器供奉起来，供朝圣者瞻仰。特别是不朽的圣尸被认为是真正圣徒的见证，是神迹的象征。东正教供奉的圣尸中有大量是不朽的。第二次尼西亚公会议决议规定：「任何主教，如在祝圣殿堂时不用圣物，当即撤职，因他违背了教会传统。」中世纪，圣物崇拜成为强制性的，所有的教堂都要求供奉一件圣物或圣尸。馬丁·路德提出圣物崇拜是基督教禁止的偶像崇拜。宗教改革时期，新教各派都把废除圣像和圣物崇拜作为改革的内容之一，被称为毁坏圣像运动。16世纪馬丁·路德開始新教改革以後，羅馬教廷在奧地利的特倫托召開了特倫托會議，采取了反宗教改革的立场，并作出了「关于对圣徒的祈求与崇敬，并论及圣骨、圣物和圣像」的决议，确认圣尸是圣灵的殿，应得到信徒敬拜。早期的圣尸存放于人形石棺内。梵蒂冈埃及博物馆主任詹弗兰科·诺利主教发现埃及木乃伊技术以后，从1975年起，梵蒂冈罗马教廷成立了圣徒遺體保存技術专业队伍防腐剂。
按俄罗斯风俗，照俄国东正教教规，圣徒死后都要做成干尸。圣徒的“干尸”不腐是基督教观念中信仰灵魂不死和圣徒崇拜的基础。尸体不腐。也是古罗斯封圣的主要标准之一。保存圣人的遗体使之不朽，是东正教的一个传统。圣徒圣谢尔盖·拉多涅日斯基和俄罗斯主教萨罗夫的塞拉芬是东正教供奉的著名圣尸。1919年苏维埃政权到处开展检验圣骸（圣徒的干尸）的运动。1919年2月司法人民委员部就此通过专门决定。检验工作由专门委员会在神职人员在场的情况下进行，如果发现圣骸没有完整保存，就会被当作无神论的宣传材料。到1920年秋一共进行了63次公开的检验。信徒和教士反抗招来的是逮捕、审判和流放。在1920年代布尔什维克领导的一项重要任务是破坏俄罗斯东正教会在群众中的影响。
列宁还在《致利亚多夫》的信中揶揄萨罗夫圣尸。但列宁死后，曾在格魯吉亞第比利斯东正教神学院学习的斯大林执意保存列宁遗体。受东正教“圣体血”仪式的影响，即是想用领袖的遗体去替代基督的“体血”，并试图将领袖当作永生的神来敬拜。1924年1月25日，即在列宁逝世的第四天，《莫斯科工人》周报刊登了3封来信，总标题为《列宁遗体应当保存！》。其中一封是这么写的：“将我们的伊里奇这般伟大而挚爱的领袖埋入土中，我们决不答应。我们建议将防腐后的遗体放入密封玻璃罩，好让领袖的遗体保存数百年，让他永远和我们在一起。”这3封信都包含了一个请求，即要将列宁遗体存放在水晶棺内。1953年3月5日斯大林去世之后，遗体也被装入水晶棺，安葬在列宁墓之中。1961年10月31日，苏共二十二大通过的决议指出：“鉴于斯大林严重违背了列宁的遗嘱，滥用权力，对忠诚正直的苏联公民进行广泛镇压，再将斯大林的遗体保留在列宁墓里是不合适的。斯大林在个人崇拜时期的大规模违反法制和其他许多行为使得他的棺木再保存在列宁陵墓中成为不可能。”于是，斯大林从水晶棺中被抬了出来。

## 图集
- 主保圣人聖加大利納
- 圣吉尔斯大教堂供奉的第一代蒙特罗斯侯爵
- 神庙遗址圣母堂的圣尸
- 教宗庇護十一世
- 教宗諾森三世

- 圣弥额尔圣古都勒主教座堂供奉的圣髑
- 圣伊华神父的圣髑
- 米兰主教马蒂尼
- 米兰主教舒西特
- 圣柴诺圣殿中的维罗纳主教水晶棺
- 玛丽亚·德莱昂
- 米兰主教座堂的總主教水晶棺
- 教宗庇護五世
- 教宗庇護九世
- 教宗庇護十世的水晶棺
- 教宗諾森十一世的水晶棺
- 教宗雷定五世
- 雷定五世
- 教宗額我略七世
- 教宗額我略十世
- 教宗若望二十三世
- 贝内文托主教的水晶棺
- 威斯敏斯特主教座堂圣徒
- 畢奧神父
- 费城主教John Neumann
- 亚西西的嘉勒
- 露德圣母朝圣地供奉的圣女
- 热那亚不朽圣女的水晶棺
- 意大利圣女
- 米兰圣女
- 利雪的德蘭
- 厄瓜多尔圣女纳西莎
- 法国圣女
- 法国圣利塔
- 法国圣女凯瑟琳
- 都灵進教之佑圣母圣殿供奉的圣女
- 西班牙圣女
- 阿格雷达圣女
- 德国圣徒
- 上海及旧金山的圣伊望
- 莫斯科的圣菲利浦
- 主保聖人圣若望·維雅納（英语：John Vianney）
- 教会圣师十字若望
- 教会圣人文生·德·保祿
- 圣撒巴斯
- 依納爵·羅耀拉
- 意大利圣徒巴西安
- 意大利圣徒
- 多馬 (使徒)
- 主保圣人沙勿略
- 黎巴嫩圣徒
- 伊夫雷亚主教座堂供奉的圣髑
- 慕尼黑圣伯多禄教堂中的圣尸
- 凯撒利亚圣徒
- 维尔茨堡主教座堂供奉的圣基里安

## 列表
据查阅有关资料的不完全统计，世界上曾使用过水晶棺的领导人与政要按时间顺序分别为：苏联最高领导人列宁、孙中山、保加利亚最高领导人格奥尔基·季米特洛夫、蒙古最高领导人霍尔洛·乔巴山、阿根廷前第一夫人伊娃·庇隆、苏联最高领导人斯大林、捷克斯洛伐克最高领导人克莱门特·哥特瓦尔德、越南最高领导人胡志明、毛泽东、安哥拉前总统阿戈什蒂纽·内图、圭亚那前总统福布斯·伯纳姆、菲律宾前总统费迪南德·马科斯、朝鲜最高领导人金日成、朝鲜最高领导人金正日、委内瑞拉前总统乌戈·查韦斯十五位。截至2016年菲律宾前总统马科斯遗体随水晶棺下葬英雄陵园后，上述十五位中，由于各种原因其中三位的遗体已火化，五位已土葬，两位现状不明，只有列宁、胡志明、毛泽东、金日成、金正日五位的遗体仍存放于纪念堂中保存。
下表多為社會主義政權領袖：
1. 列宁（逝世於1924年，遺體置於列宁墓。蘇聯解體後，俄罗斯朝野一直以來對列寧遺體繼續保留與否仍懸而未決。）
2. 格奥尔基·季米特洛夫（逝世於1949年，遺體置於季米特洛夫墓。1990年被火化，1999年陵墓被拆毀。）
3. 霍尔洛·乔巴山（逝世於1952年，遺體置於蘇赫巴托爾墓。2005年被火化，陵墓被拆毀。）
4. 斯大林（逝世於1953年，一度將遺體置於列宁墓。1961年被赫魯晓夫當局移出，并重新土葬。）
5. 克莱门特·哥特瓦尔德（逝世於1953年，遺體置於維特科夫國家紀念碑（英语：National Monument at Vítkov）中的哥特瓦爾德陵寢。1956年以不符合傳統而作罷，1962年被捷克斯洛伐克政府火化。）
6. 胡志明（逝世於1969年，遺體置於胡志明纪念堂。胡志明當初的遺囑希望他死后能被火化，後來越南政府改而將胡的遺體安葬於從中國引入的水晶棺。）
7. 毛泽东（逝世於1976年，遺體曾暂厝人民大会堂[19]:470，现置於毛主席纪念堂。虽然毛泽东生前鼓励火化，并已在火化同意书上签名，但中共中央政治局出于政治需要最终决定将他的遗体作永久保留。其棺板以江苏东海水晶为原料，由多块小板熔接而成，可抗8级地震[20]。）
8. 阿戈什蒂纽·内图（逝世於1979年，遺體置於阿戈什蒂紐·內圖紀念館（葡萄牙語：Memorial Dr. António Agostinho Neto）。遗体保存技术由苏联提供，每年開放給民眾參觀一次。1990年安哥拉意識形態大轉變，內圖總統也於原地土葬。）
9. 福布斯·伯纳姆（生前擔任圭亚那总统，逝世於1985年，遺體置於蓋亞那植物園（英语：Guyana Botanical Gardens）中的福布斯·伯纳姆陵寢。但礙於美國經援施壓，最終未使用水晶棺。）
10. 费迪南德·马科斯（逝世於1989年，遺體置於北伊羅戈省巴達克市马科斯紀念館（英语：Marcos Museum and Mausoleum）。2016年被允許土葬於馬尼拉英雄公墓（英语：Libingan ng mga Bayani）[21]。）
11. 金日成（逝世於1994年，遺體置於锦绣山太阳宫。）
12. 金正日（逝世於2011年，遺體置於锦绣山太阳宫。）
13. 乌戈·查韦斯（逝世於2013年，遺體置於加拉加斯革命博物館（西班牙语：Cuartel de la Montaña (Caracas)）。最後因错过最佳保存时机，委内瑞拉通讯部长比列加证实，委政府决定不永久保存查韦斯遗体[22]。）

## 关联条目
- 木乃伊
- 聖髑
- 肉身佛
- 遺體保存技術
- 史達林主義
- 水晶棺材 (传说)（英语：The Glass Coffin）